# Lycenchelys jordani
Lycenchelys jordani es una especie de pez de la familia de los Zoarcidae en el orden de los perciformes.

## Morfología
- Los machos pueden llegar a alcanzar los 33 cm de longitud total.
- Aletas pélvicas muy pequeñas.[1][2][3]

## Hábitat
Es un pez de mar y de aguas profundas que vive entre 1.686-2.200 m de profundidad.

## Distribución geográfica
Se encuentra en el Pacífico oriental: desde Alaska hasta California (los Estados Unidos ).

## Observaciones
Es inofensivo para los humanos. 